# Velling Skov
Velling Skov är en skog i Danmark.   Den ligger norr om Bryrup i Silkeborgs kommun, Region Mittjylland, i den centrala delen av landet, 190 km väster om Köpenhamn.